# Zyrjanka (plaats in Jakoetië)
Zyrjanka (Russisch: Зырянка) is een nederzetting met stedelijk karakter in het noordoosten van de Russische autonome republiek Jakoetië, gelegen op het Laagland van Kolyma aan de instroom van de Jasatsjnaja in de Kolyma. Het is het bestuurlijk centrum van de oeloes Verchnekolymski. De plaats heeft een eigen luchthaven op de oever van de rivier.

## Geschiedenis
Voor de komst van de Russen leefden nomadische Joekagieren in het gebied rond de plaats.
De plaats werd gesticht in 1936 bij de openstelling van het steenkoolbekken van Zyrjanka door de Gorlag van de Dalstroj als onderdeel van de Zyrjanlag. Zyrjanka werd in hetzelfde jaar bezocht door commandant Eduard Berzin die de gekozen plek echter ongeschikt achtte en de nederzetting liet verplaatsen naar de huidige locatie. Voor de bouw werden goelagdwangarbeiders ingezet. Op 27 december 1940 kreeg de plaats de status van arbeidersnederzetting. Toen op 30 april 1954 de oeloes Verchnekolymski werd geformeerd, werd Zyrjanka tot het bestuurlijk centrum gemaakt.
In 2007 werd door de regering van Jakoetië besloten tot oeverwerkzaamheden om de plaats te beschermen tegen de dreigende verzwelging van de plaats door de rivieren.
In 2007 waren er plannen om een 3500-kilometer lange spoorlijn vanaf Pravaja Lena (bij Jakoetsk) via Zyrjanka naar Oeëlen aan te leggen als verbinding naar de nog aan te leggen Beringstraattunnel onder de Beringstraat, al is het onduidelijk of hiervoor voldoende investeerders kunnen worden gevonden.